# زمین‌لرزه ۱۹۳۹ غنا
زمین‌لرزه غنا  در تاریخ ۲۲ ژوئن ۱۹۳۹ میلادی، برابر با ‎۳۱ خرداد ۱۳۱۸، ساعت ۱۹:۱۹:۲۶ به زمان یوتی‌سی در غنا رخ داد. ژرفای این زلزله ۱۳ کیلومتر بود. بزرگی آن ۶٫۴ در مقیاس ریشتر اعلام شده‌است. زمین‌لرزه به وقت محلی در روز پنج‌شنبه، ساعت ۱۹ روی داده و منطقه زمانی آن یوتی‌سی +۰ بوده‌است .
سازمان زمین‌شناسی آمریکا نیز جای این زمین‌لرزه را در مختصات ۵°۱۱′شمالی ۰°۰۸′غربی / ۵٫۱۸°شمالی ۰٫۱۳°غربی و بزرگی آنرا برابر با ۶٫۴ در مقیاس ریشتر اعلام کرده‌است. ژرفای گزارش شده از سوی این سازمان ۱۳ کیلومتر می‌باشد.
شمار کشتگان زلزله حدود ۲۲ نفر بوده‌است.تعداد زخمیان ۱۳۰ نفر برآورده شده‌است.